# The Three Stooges
The Three Stooges (з англ. — «Три підгравачі») — американське комедійне тріо, відоме своїми виступами у водевілі, театрі, кіно та на телебаченні в жанрах фарсу, буфонади та мюзиклу. За роки діяльності (1922—1970) у складі тріо побувало шість акторів, однак «класичним» і найбільш відомим вважається склад з Мо Говарда (справжнє ім'я Мойсей Гарі Горвіц), Керлі Говарда (справжнє ім'я Джером Лестер Горвіц) та Ларрі Файна (справжнє ім'я Луї Фейнберг).

## Історія
Історія гурту розпочалась у 1922 році з водевілю «Ted Healy and His Stooges» (укр. Тед Гілі та його Помічники) де головний комік Тед Гілі намагався співати та розповідати глядачам кумедні історії, а його недолугі помічники Мо та Шемп йому весь час заважали. Виступи також іноді мали назву «Тед Гілі та його ракети», або «Тед Гілі та його південні джентльмени». Свої виступи з Тедом Гілі молодий театральний актор Мо Говард розпочав у 1922 році, а його старший брат Шемп Говард (справжнє ім'я Самуїл Лестер Горвіц) приєднався до них через декілька місяців. У 1925 році до складу гурту увійшов актор та музикант Ларрі Файн. Коміки під керівництвом Теда Гілі швидко ставали популярними і у 1930 році вони знялись у своєму першому фільми «Суп з горіхами» студії Fox Film Corporation. Фільм не був успішним, проте глядачі відмитили хорошу гру Мо, Ларрі та Шемпа. Студія Fox Film запропонувала трійці підписати контракт, але розлючений Гілі різко відмовив заявивши що коміки належать йому. Дізнавшись про це Мо, Ларрі та Шемп припинили співпрацю з Тедом Гілі і заснували власний гурт під назвою «Three Lost Souls».
У 1932 році Шемп Говард вірішує зайнятись сольною кар'єрою і залишає тріо. Його місце зайняв молодший брат Мо і Шемпа — Керлі Говард, а саме тріо офіційно змінює назву на «The Three Stooges».
У 1933 році кіностудія Metro-Goldwyn-Mayer укладає контракт з коміками терміном на один рік, а вже у 1934 році The Three Stooges уклали контракт зі студією Columbia Pictures, після якого починають зніматися у серії однойменних короткометражних фільмів, завдяки яким тріо прославилось на всю країну. Період роботи на Columbia Pictures став своєрідним «золотим віком» для трійці, майже усі короткометражки зняті у 1935—1941 роках стали класикою у своєму жанрі, а короткометражка «Disorder in the Court» (1936) потрапила у суспільне надбання США, після завершення терміну дії авторських прав у 1960-х роках. З настанням Другої світової війни The Three Stooges ще до офіційного вступу США у війну почали випускати серії, в яких гостро висміювали нацистську Німеччину і Адольфа Гітлера. З кінця 1930-х The Three Stooges почали брати участь у зйомках повнометражних фільмів, але як правило їх роль у таких фільмах обмежувалась невеликими епізодами.
У травні 1946 року у Керлі Говарда, який вже довгий час страждав від гіпертонії та мав проблеми з алкоголем, відбувся інсульт. Керлі був змушений залишити тріо, а 18 січня 1952 року він помер від геморагічного інсульту. На прохання Мо до складу тріо повернувся Шемп Говард, який вже побудував успішну сольну кар'єру коміка. Однак, з поверненням Шемпа бюджети зйомок почали серйозно скорочуватися і більшість фільмів так званої «Ери Шемпа» були відмічені кричуще низькими прибутками. Через три роки після смерті Керлі, 22 листопада 1955 року Шемп раптово помер від серцевого нападу коли їхав в таксі додому.
Після смерті Шемпа, у 1956 році його місце зайняв комедійний актор Джо Бессер — комік з амплуа манірного товстуна. Тріо у складі Мо, Ларрі та Джо проіснувало аж до зйомок їх останнього короткометражного фільму на студії «Columbia Pictures» у 1958 році, після чого Джо покинув гурт для догляду за своєю хворою дружиною.
Після уходу Джо Бессера, а також після того як «Columbia Pictures» відмовилась продовжити термін дії контракту, Мо і Ларрі всерйоз замислилися над завершенням кар'єри, однак саме в цей час почалась хвиля відродження популярності The Three Stooges через показ старих короткометражок по телебаченню. До Мо та Ларрі приєднався пародійний комік Джо ДеРіта. У період з 1959 по 1965 роки тріо знімаєтся у ряді відомих повнометражних фільмів, серед яких «The Three Stooges Meet Hercules» (1962) та «The Three Stooges Go Around the World in a Daze» (1963).
Наприкінці 1969 року розпочались зйомки пілотної серії до нового телесеріалу "Kook's Tour
", однак під час зйомок 9 січня 1970 року у Ларрі Файна стався інсульт, який фактично поставив хрест на його акторській кар'єрі і на серіалі. Останні роки свого життя Файн провів у будинку для літніх прикутий до інвалідного візка. Після чергового інсульту у грудні 1974 року Файн впав у кому і помер 24 січня 1975 року.
Мо Говард продовжив гастролювати по Сполученим Штатам, виступати з лекціями у театральних коледжах та брати участь у ток-шоу. Однак у березні 1975 року у Мо було діагостовано рак легень, а 4 травня 1975 року він помер у лікарні Cedars-Sinai в Лос-Анджелесі, у віці 77 років.
Джо Бессер помер 1 березня 1988 року від серцевої недостатності, а 3 липня 1993 року від пневмонії помер Джо ДеРіта.

## Вшанування пам'яті
The Three Stooges зробили великий внесок у розвиток комедійного кіномистецтва. За весь час своєї діяльності тріо знялось у понад 220 фільмах, з яких 190 — короткометражні. Крім того, у 1960—1970х роках у США вийшли два мультсеріали «The New Three Stooges» та «The Robonic Stooges» з Мо, Ларрі і Джо у головних ролях. Починаючи з 1958 року і до сьогодні у США регулярно показують по телебаченню старі короткометражні фільми з участю трійці, а товари з їх атрибутикою досі випускаються і користуються попитом серед фанатів.
30 серпня 1983 року на Голлівудській Алеї Слави була встановлена зірка присвячена тріо. Церемонія відкриття зібрала понад 3000 людей.
У 2000 році в США вийшов біографічний фільм «The Three Stooges», в якому від лиця Мо Говарда розповідається історія коміків. Продюсером фільму став Мел Гібсон. У 2012 році брати Фарреллі зняли на кіностудії 20th Century Fox комедійний фільм «Три бовдури» про пригоди Мо, Ларрі та Керлі.
У 2004 році Гері Лассін, старший племінник Ларрі Файна, відкрив у місті Спрінґ-Хаус, штат Пенсільванія музей під назвою «Stoogeum». Музей займає три поверхи, кожний з яких має площу 930 м², а також невеликий театр на 85 місць. Щороку музей відвідують понад 2500 людей. Крім того в музеї щороку у квітні проходять збори фанатів коміків.

## Цікаві факти
- Незважаючи на велику популярність коміків серед глядачів, The Three Stooges протягом усієї кар'єри піддавались критиці за примітивний гумор та плоскі жарти. Лише з кінця 1980-х тріо почало отримувати від критиків схвальні відгуки.
- Серед фанатів тріо були такі відомі люди як Квентін Тарантіно[4], Майкл Джексон[5] та Джим Керрі[6].
- У СРСР своєрідним аналогом The Three Stooges була гайдаївська трійка Боягуз, Балбес і Бувалий. Обидві трійці часто порівнюють, хоча образи героїв та стиль гумору у них були принципово різними.